# Бабилон (Нью-Йорк)
Бабилон (англ. Babylon) — один из десяти городов округа Саффолк, штат Нью-Йорк, США. По данным переписи 2020 года, его население составляло 218 223 человека. Части островов Джонс-Бич, Каптри-Айленд и Файр-Айленд находятся в самой южной части города. На западе он граничит с округом Нассо, а на юге ― с Атлантическим океаном. В своей самой западной точке он находится примерно в 20 милях (32 км) от Нью-Йорка на границе с Куинсом и примерно в 30 милях (48 км) от Манхэттена. Деревня Бабилон также находится в черте города.
Этот регион когда-то назывался Хантингтон-Саут. Натаниэль Конклин перевез свою семью в этот район и примерно в 1803 году назвал его Новым Бабилоном, в честь древнего города Вавилон. Бабилон был образован в 1872 году в результате раздела города Хантингтон.
Бабилонский маяк освещал город в течение многих лет.
Городом управляет супервайзер Рич Шаффер и четыре члена городского совета.